# Céu Azul
Céu Azul es un municipio brasileño del estado del Paraná. Su mayor fuente de salario es el agronegócio, destacándose a agricultura: soja, maíz y trigo. Hay una predominancia de pequeñas y medias propiedades. Estas subsistem con producción de leche y sus derivados, carne de cerdo, avicultura y alguna producción de ovinos y cabras.